# Joan Henríquez
Joan Alexander Henríquez Contreras (Santiago, 24 de abril de 1986) es un exfutbolista chileno. Jugaba de defensor.

## Trayectoria
Este jugador es proveniente de las divisiones inferiores del Palestino, en donde pertenece al Primer Equipo del año 2005.
Fue un titular indiscutido y unas de las figuras de Palestino.
El 2008 ficha en O'Higgins obteniendo buenas actuaciones quedándose hasta 2009 donde el segundo semestre se pensó que fichararía por Curicó Unido pero por no llegar acuerdo decidió volver a O'Higgins quien es dueño de su pase.
En el 2010 es enviado a préstamo a Palestino y luego de un breve paso por el conjunto Austriaco First Vienna recala en Deportes Iberia, de cara al campeonato de la Primera División B de Chile. Actualmente está retirado

## Clubes
| Club             | País    | Año       |
| ---------------- | ------- | --------- |
| Palestino        | Chile   | 2005-2007 |
| O'Higgins        | Chile   | 2008-2009 |
| Palestino        | Chile   | 2010      |
| O'Higgins        | Chile   | 2011      |
| Cobresal         | Chile   | 2011      |
| Deportes Copiapó | Chile   | 2012      |
| First Vienna     | Austria | 2013      |
| Iberia           | Chile   | 2014      |

- Datos: Q10515352